# Sikolampi
Sikolampi är en sjö i Finland. Den ligger i kommunen Kuopio i landskapet Norra Savolax, i den centrala delen av landet, 300 km norr om huvudstaden Helsingfors. Sikolampi ligger 86,4 meter över havet. Den är 4 meter djup. Arean är 1,5 hektar och strandlinjen är 0,49 kilometer lång. Sjön  ingår i Vuoksens huvudavrinningsområde.   I omgivningarna runt Sikolampi växer i huvudsak barrskog.